# Platygaster striatifacies
Platygaster striatifacies is een vliesvleugelig insect uit de familie van de Platygastridae. De wetenschappelijke naam van de soort is voor het eerst geldig gepubliceerd in 1996 door Buhl.